# Мандс-Парк
Мандс-Парк (англ. Munds Park) — переписна місцевість (CDP) в США, в окрузі Коконіно штату Аризона. Населення — 1096 осіб (2020).

## Географія
Мандс-Парк розташований за координатами 34°55′11″ пн. ш. 111°36′46″ зх. д. / 34.91972° пн. ш. 111.61278° зх. д. (34.919653, -111.612891). За даними Бюро перепису населення США в 2010 році переписна місцевість мала площу 57,72 км², з яких 57,62 км² — суходіл та 0,10 км² — водойми.

## Демографія
Згідно з переписом 2010 року, у переписній місцевості мешкала 631 особа в 310 домогосподарствах у складі 187 родин. Густота населення становила 11 особа/км². Було 3019 помешкань (52/км²).
Расовий склад населення:
| - 90,3 % — білих - 1,3 % — чорних або афроамериканців - 0,8 % — корінних американців - 0,6 % — азіатів - 0,3 % — вихідців з тихоокеанських островів - 4,4 % — осіб інших рас |

До двох чи більше рас належало 2,2 %. Частка іспаномовних становила 8,1 % від усіх жителів.
За віковим діапазоном населення розподілялося таким чином: 11,1 % — особи молодші 18 років, 60,5 % — особи у віці 18—64 років, 28,4 % — особи у віці 65 років та старші. Медіана віку мешканця становила 55,9 року. На 100 осіб жіночої статі у переписній місцевості припадало 108,9 чоловіків; на 100 жінок у віці від 18 років та старших — 106,2 чоловіків також старших 18 років.
Цивільне працевлаштоване населення становило 170 осіб. Основні галузі зайнятості: освіта, охорона здоров'я та соціальна допомога — 48,8 %, транспорт — 20,0 %, науковці, спеціалісти, менеджери — 19,4 %.